# 1904
1904 (MCMIV) je bilo prestopno leto, ki se je po gregorijanskem koledarju začelo na petek.

## Dogodki
- 7. januar - uveden je prvi mednarodni signal za stisko, CQD.
- 12. januar - 
  - ljudstvo Herero v Nemški jugozahodni Afriki (danes Namibija) prične z uporom proti nemški kolonialni oblasti.
  - Henry Ford z avtomobilom doseže 147,5 km/h in postavi nov kopenski hitrostni rekord.
- 23. januar - Združene države Amerike odkupijo pravico do nadzora nad ozemljem, kjer bo potekal Panamski prekop, od Francije za 40 milijonov USD.
- 8. februar - z japonskim napadom na Lushun v Mandžuriji se začne rusko-japonska vojna.
- 28. februar - na Portugalskem je ustanovljen klub Benfica.
- 31. marec - britanska odprava v Tibet: britanske sile pod vodstvom Francisa  Younghusbanda pri vasi Guru naletijo na odpor Tibetancev, ki doživijo hud poraz.
- 8. april - Francija in Združeno kraljestvo skleneta srčno zvezo, s čimer nastane antanta.
- 30. april - odprta je Prodajna razstava Louisiane, svetovna razstava v St. Louisu, Missouri, ZDA.
- 4. maj - ameriški vojaški inženirji pričnejo z delom na Panamskem kanalu.
- 21. maj - ustanovljena je Mednarodna federacija nogometnih zvez (FIFA)
- 15. junij - v požaru, ki izbruhne na parniku General Slocum na reki East River v New Yorku, umre več kot 1000 ljudi.
- 16. junij - finski nacionalist Eugen Schauman izvede atentat na generalnega guvernerja kneževine Finske Nikolaja Bobrikova.
- 28. junij - danska potniška ladja SS Norge nasede pri otočku Rockall v Atlantskem oceanu, pri čemer umre 635 potnikov in članov posadke.
- 29. junij - Moskvo prizadene hud tornado, ki uniči nekaj predmestij in okrožje Lefortovo.
- 21. julij - konec gradnje transsibirske železnice.
- 3. avgust - britanska odprava v Tibet: britanske sile zavzamejo Laso.
- 11. avgust - nemški poveljnik Lothar von Trotha premaga uporne Herere v bitki pri Waterbergu, začetek genocida nad Hereri in Namaki v Nemški jugozahodni Afriki.
- 17. avgust - pričetek gradnje prekooceanke RMS Lusitania.
- 18. avgust - pričetek gradnje prekooceanke RMS Mauretania.
- 29. avgust–3. september - v St. Louisu, ZDA, potekajo tretje Olimpijske igre moderne dobe, kot del svetovne razstave.
- 21. oktober - rusko-japonska vojna: ruska baltska flota pomotoma strelja na britanske ribiške ladje v Severnem morju, kar skoraj privede do vojne med državama.
- 27. oktober - odprta je prva proga newyorške podzemne železnice.
- 3. december - Charles Dillon Perrine odkrije Himalijo, največjega od Jupitrovih naravnih satelitov.
- 6. december - ameriški predsednik Theodore Roosevelt oznani dopolnilo Monroejeve doktrine, po katerem lahko Združene države Amerike intervenirajo kjerkoli na zahodni polobli v primeru nestabilnosti katere od latinskoameriških vlad.
- 27. december - premierna uprizoritev gledališke igre o Petru Panu v Londonu.

## Rojstva
- 13. januar - Bogomir Magajna, slovenki pisatelj, zdravnik in urednik (* 1963)
- 26. januar - Seán MacBride, irski politik, nobelovec († 1988)
- 14. februar - Boris Aleksandrovič Voroncov-Veljaminov, ruski astronom, astrofizik (* 1994)
- 21. februar - Aleksej Kosigin, ruski politik (* 1980)
- 1. marec - Glenn Miller, ameriški glasbenik (* 1944)
- 4. marec - 
  - Abraham Izakovič Alihanov, ruski fizik (* 1970)
  - George Gamow, rusko-ameriški fizik in kozmolog (* 1968)
- 5. marec - Karl Rahner, avstrijski katoliški teolog (* 1984)
- 7. marec - Reinhard Heydrich, nemški nacistični politik (* 1942)
- 18. marec - Srečko Kosovel, slovenski pesnik in publicist (* 1926)
- 20. marec - Burrhus Frederic Skinner, ameriški psiholog (* 1990)
- 1. april - Nikolaj Barzarin, ruski general (* 1945)
- 6. april - Kurt Georg Kiesinger, nemški politik (* 1988)
- 8. april - John Hicks, britanski ekonomist, nobelovec (*1989)
- 21. april - Odilo Globocnik, avstrijski inženir, politik, častnik in vojni zločinec (* 1945)
- 22. april - Julius Robert Oppenheimer, ameriški fizik (* 1967)
- 4. maj - Um Kultum, egiptovska pevka in igralka (* 1975)
- 6. maj - Harry Martinson, švedski pisatelj, nobelovec (* 1978)
- 11. maj - Salvador Dalí, katalonski slikar, († 1989)
- 17. maj - Jean Gabin, francoski filmski igralec († 1976)
- 2. junij - 
  - René Lacoste, francoski tenisač in modni oblikovalec († 1996)
  - Johnny Weissmuller, nemško-ameriški plavalec in igralec († 1984)
- 5. julij - Ernst Mayr, nemško-ameriški biolog, raziskovalec in filozof znanosti († 2005)
- 12. julij - Pablo Neruda, čilenski pesnik in diplomat, nobelovec († 1973)
- 24. julij - Nikolaj Gerasimovič Kuznecov, ruski admiral († 1974)
- 28. julij - Pavel Aleksejevič Čerenkov, ruski fizik, nobelovec († 1990)
- 4. avgust - Witold Gombrowicz, poljski pisatelj in dramatik († 1969)
- 7. avgust - Slavko Jan, slovenski gledališki režiser, igralec, pedagog († 1987)
- 22. avgust - Deng Xiaoping, kitajski politik († 1997)
- 29. avgust - Werner Forßmann‎, nemški zdravnik, nobelovec († 1979)
- 15. september - Umberto II., italijanski kralj in maršal († 1983)
- 26. september - Edvard Kocbek, slovenski pesnik in politik († 1981)
- 2. oktober - Graham Greene, angleški pisatelj († 1991)
- 3. oktober - Charles J. Pedersen, ameriški kemik, nobelovec († 1989)
- 22. november - Louis Eugène Félix Néel, francoski fizik, nobelovec († 2000)
- 25. december - Gerhard Herzberg, nemško-kanadski fizik in kemik, nobelovec († 1999)

## Smrti
- 12. februar - Antonio Labriola, italijanski marksistični filozof (* 1843)
- 1. maj - Antonín Leopold Dvořák, češki skladatelj (* 1841)
- 4. april - Charles Soret, švicarski fizik in kemik (* 1854)
- 10. april - Izabela II., španska kraljica (* 1830)
- 13. maj - Jean-Gabriel de Tarde, francoski sociolog, kriminolog (* 1843)
- 14. maj - Fjodor Aleksandrovič Bredihin, ruski astronom, astrofizik (* 1831)
- 16. junij - Nikolaj Bobrikov, ruski častnik in politik (* 1839)
- 2. julij - Anton Pavlovič Čehov, ruski pisatelj (* 1860)
- 3. julij - Theodor Herzl, avstrijsko-judovski novinar in politični aktivist (* 1860)
- 14. julij - Paul Kruger, burski politik (* 1825)
- 6. avgust - Eduard Hanslick, avstrijski glasbeni kritik (* 1825)
- 12. avgust - William Renshaw, angleški tenisač (* 1861)
- 29. avgust - Murat V., osmanski sultan (* 1840)
- 24. september - Niels Ryberg Finsen, fersko-danski zdravnik, nobelovec (* 1860)
- 8. oktober - Clemens Winkler, nemški kemik (* 1838)
- 15. oktober - Jurij I., saški kralj (* 1832)
- 22. oktober - Carl Josef Bayer, avstrijski kemik (* 1847)

## Nobelove nagrade
- Fizika - John Strutt
- Kemija - William Ramsay
- Fiziologija ali medicina - Ivan Petrovič Pavlov
- Književnost - José Echegaray Y Eizaguirre
- Mir - Institut De Droit International